# Xã Hope, Quận Barry, Michigan
Xã Hope (tiếng Anh: Hope Township) là một xã thuộc quận Barry, tiểu bang Michigan, Hoa Kỳ. Năm 2010, dân số của xã này là 3.239 người.